# Объединение членов рода Романовых
Объединение членов рода Романовых — организация, в настоящее время объединяющая большинство представителей рода Романовых. Основана 9 июня 1979 года. Зарегистрирована в Швейцарии в 1979 году.
С 31 марта 2023 года президентом Объединения членов рода Романовых является князь Ростислав Ростиславович Романов, сменивший на этом посту княгиню Ольгу Андреевну.

## Предыстория
После Февральской революции и Октябрьской революции 17 представителей Российского Императорского Дома были убиты большевиками в Екатеринбурге, Алапаевске и Петрограде, но часть членов семьи через Финляндию и Чёрное море смогли покинуть Россию. В основном представители Дома Романовых, оказавшись в изгнании, осели в Европе, у близких или дальних родственников. В начале 1930-х годов, в связи с экономическим кризисом в Европе и процветавшей в Старом Свете безработицы, некоторые из членов семьи перебрались в США, где создали свои семьи.
Большинство князей Дома Романовых, находясь в изгнании и не имея возможности выбирать супруг из европейских владетельных домов, вступило в браки с представительницами известных российских семей (Куракины, Орловы, Чавчавадзе, Шереметевы, Воронцовы-Дашковы, Кутузовы, Голицыны).
Во время Второй мировой войны некоторые из членов рода Романовых служили в вооруженных силах стран антигитлеровской коалиции, в частности, ВМС Великобритании: Дмитрий Александрович офицером добровольческого резерва флота (участвовал в Дюнкеркской операции); Михаил Андреевич лейтенантом добровольческого резерва флотской авиации (проходил службу в Австралии); Андрей Андреевич матросом флота (участвовал в сопровождении арктических конвоев до Мурманска и высадке в Нормандии).
Однако после окончания Второй мировой войны контакты между членами рода Романовых стали слабеть. Практически всё молодое поколение семьи, родившееся уже в изгнании, покинуло Европу и перебралось в Северную Америку и Австралию. На сегодняшний день представители рода Романовых проживают в Италии, Дании, Франции, Испании, Швейцарии, США, Уругвае, Канаде.

## Создание
Через несколько лет после войны некоторые из представителей рода Романовых стали осознавать, насколько непрочные оказались связи в семье и решили предпринять действия для налаживания контактов. Первой идея возникла у глав трёх ветвей семьи — князей крови императорской Всеволода Иоанновича, Романа Петровича и Андрея Александровича, которые решили создать объединение семьи с целью укрепить связи и контакты. Сначала дело шло очень медленно. Как вспоминал младший сын Романа Петровича Димитрий Романович, «с утра отец часто садился за пишущую машинку „Ремингтон“ и писал родственникам, иногда по 5-6 писем в день».
В 1978 году, разбирая бумаги своего отца князя Романа Петровича, его сын князь Николай Романович нашёл документы о создании организации и заметил, что схема создания почти готова. Он связался с представителями рода, которые имели контакты с его отцом, и они согласились, что идея создания Объединения членов рода Романовых должна быть претворена в жизнь.
В 1979 году князья Андрей Александрович, Дмитрий Александрович, Василий Александрович, княжна Вера Константиновна, княгини Екатерина Иоанновна, Марина Петровна и Надежда Петровна, совместно решили создать Объединение Членов Рода Романовых. На следующем этапе основатели предложили всем князьям и княгиням, рождённым после Февральской революции 1917 года, адреса которых были известны и желание которых вступить в Объединение членов рода Романовых было очевидным, подтвердить своё согласие на вступление.
После создания организации рода Романовых, старейшему на тот момент представителю семьи князю Андрею Александровичу предложили возглавить семейный союз. Однако, по причине болезни он отклонил предложение и первым президентом Объединения членов рода Романовых стал князь Дмитрий Александрович, возглавлявший союз с 1979 по 1980 год.
В 1992 году Генеральная ассамблея Объединения Членов Рода Романовых решила ввести должность почетного президента объединения. Им стала старейшая представительница Дома Романовых княжна Вера Константиновна. Генеральная ассамблея Объединения членов рода Романовых также приняла решение об учреждении звания почетного члена для потомков великих князей и княгинь Дома Романовых, а также вдовствующих князей и княгинь рода Романовых, предпочтительно, лиц, заинтересованных в деятельности Объединения членов рода Романовых и продолжающих поддерживать тесные связи с семьёй.

## Наши дни
В 1992 году Объединение членов рода Романовых увидело первые результаты своих стараний по объединению разбросанных по миру членов династии. 17 июня в Париже состоялась встреча с участием Николая Романовича, Димитрия Романовича, Андрея Андреевича, Михаила Фёдоровича, Никиты Никитича, Александра Никитича, Ростислава Ростиславовича. На этой встрече было принято решение, что никто из семьи не будет выдвигать никаких династических и материальных претензий к российскому правительству, без исключений. В ходе этой встречи, семью князьями был создан благотворительный фонд, с целью оказать со стороны рода Романовых помощь России. Фонд получил название «Фонд Романовых для России». На сегодняшний день, фондом было проведено сотни благотворительных акций. Детские дома, библиотеки, больницы, дома престарелых не только в России, но и других странах бывшего Советского Союза получают помощь от фонда.
В июне 1998 года практически все представители семьи приехали в Санкт-Петербург, чтобы принять участие в церемонии перезахоронения останков императора Николая II, императрицы Александры Фёдоровны, их дочерей и слуг. Это была первая большая встреча семьи на Родине, после 1913 года. С тех пор, каждое 17 июля многие члены рода Романовых собираются в Санкт-Петербурге, чтобы почтить память жертв екатеринбургской трагедии.
Вторая большая встреча семьи на Родине состоялась в сентябре 2006 года, когда в Санкт-Петербурге были перезахоронены останки императрицы Марии Фёдоровны и многие представители рода Романовых приехали с трёх континентов.
В рамках 400-летия Дома Романовых, некоторые члены Объединения рода Романовых, принимали участие в праздновании знаменательной даты. Димитрий Романович принял участие в восстановлении и освящении Феодоровского собора в Санкт-Петербурге, братья Дмитрий и Михаил Романовы-Ильинские передали в музей Царское Село личный архив их деда великого князя Дмитрия Павловича, а Ростислав Ростиславович разработал юбилейный дизайн часов к знаменательной дате.
В апреле 2015 года президент Объединения членов рода Романовых князь Димитрий Романович, вместе с супругой и князем Ростиславом Ростиславовичем принял участие в церемонии перезахоронения великого князя Николая Николаевича и его супруги великой княгини Анастасии Николаевны в Москве, на Братском Воинском Кладбище.
Объединение членов рода Романовых принимает участие во многих международных мероприятиях. Члены семьи, которые часто приезжают в Россию, занимаются благотворительностью, встречаются с общественностью, со школьниками и студентами.
Объединение членов рода Романовых не признаёт Марию Владимировну ни главой семьи, ни главой Дома Романовых.

## Руководящий комитет

### Нынешний состав
- Президент — князь Ростислав Ростиславович Романов (старший сын князя Ростислава Ростиславовича Романова)
- Вице-президент — княгиня Наталья Николаевна Романова (старшая дочь князя Николая Романовича Романова)
- Члены комитета:[5]
  - князь Алексей Андреевич Романов (старший сын князя Андрея Андреевича Романова)
  - князь Никита Ростиславович Романов (младший сын князя Ростислава Ростиславовича Романова)
  - княжна Екатерина Дмитриевна, г-жа Гудеар (старшая дочь князя Дмитрия Павловича Романова-Ильинского)
  - княжна Александра Ростиславовна Романова (старшая дочь князя Ростислава Ростиславовича Романова)

### Президенты
| №  | Президент                                | Даты нахождения в должности        | Прим. |
| -- | ---------------------------------------- | ---------------------------------- | --- |
| 1. | князь Дмитрий Александрович (1901—1980)  | 9 июня 1979 — 7 июля 1980          | князь императорской крови, четвёртый сын великого князя Александра Михайловича и великой княгини Ксении Александровны. Внук императора Александра III по материнской линии и правнук императора Николая I по прямой мужской линии.                       |
| 2. | князь Василий Александрович (1907—1989)  | 22 февраля 1981 — 24 июня 1989     | брат предыдущего,князь крови императорской, младший сын великого князя Александра Михайловича и великой княгини Ксении Александровны. Внук императора Александра III по материнской линии, и правнук императора Николая Первого по прямой мужской линии. |
| 3. | князь Николай Романович (1922—2014)      | 1 августа 1989 — 15 сентября 2014  | троюродный племянник предыдущих, праправнук по мужской линии российского императора Николая I (ветвь «Николаевичей» рода Романовых). |
| 4. | князь Димитрий Романович (1926—2016)     | 16 сентября 2014 — 31 декабря 2016 | брат предыдущего, праправнук по мужской линии российского императора Николая I (ветвь «Николаевичей» рода Романовых). |
| 5. | князь Андрей Андреевич (1923—2021)       | 1 января 2017 — 2 декабря 2017     | четвероюродный брат 2-х предыдущих, родной племянник обоих первых президентов |
| 6. | княгиня Ольга Андреевна (род. 1950)      | 3 декабря 2017 — 31 марта 2023     | единокровная сестра предыдущего, родная племянница обоих первых президентов |
| 7. | князь Ростислав Ростиславович (род.1985) | с 31 марта 2023                    | двоюродный племянник предыдущего |

### Вице-президенты
- 9 июня 1979 — 1 августа 1989: князь Николай Романович
- 1 августа 1989 — 3 мая 2007: князь Никита Никитич
- 30 мая 2007 — 22 сентября 2008: князь Михаил Андреевич
- 1 января 2011 — 1 августа 2017: князь Михаил Павлович Романов-Ильинский
- 3 декабря 2017 — 31 марта 2023: князь Ростислав Ростиславович
- с 31 марта 2023 — Наталья Николаевна Романова